# 飯沢匡
飯沢 匡（いいざわ ただす、1909年7月23日 - 1994年10月9日）は、日本の劇作家、演出家、小説家。

## 人物・来歴
父の転勤先の和歌山市で生まれ、愛媛県松山市を経て東京小石川原町や巣鴨に育つ。本名は伊澤 紀（いざわ ただす）で、警視総監・貴族院議員・台湾総督を歴任した官僚政治家・伊澤多喜男の次男。母は色川武大の親戚の色川家の人で、飯沢と色川は「高祖父が兄弟」の関係になる。
1922年、東京高等師範学校附属小学校（現・筑波大学附属小学校）卒業。在学中は算術が苦手で家庭教師をつけられたが成績不良であった。同年、武蔵高等学校 (旧制)尋常科に第1期生として入学。やはり数学が苦手で落第を経験。落第後の同級生に黒金泰美がいた。1925年、尋常科3年のとき発病しサナトリウムに入院、1926年までを過ごす。
1928年、学校嫌いのため、高等科1年のとき武蔵高等学校を退学。同年、文化学院美術科に入学。1932年、文化学院美術科を卒業し、専修科（美術）に進む。
1933年、東京朝日新聞社（現：朝日新聞東京本社）入社。在学中から長岡輝子・森雅之・金杉惇郎らのテアトル・コメディに参加、1932年に劇「藤原閣下の燕尾服」で劇作家デビュー。飯沢匡という筆名は、朝日新聞社在職中、上司に隠れてNHKラジオのために台本を書いた際、アルバイトが露見しないようNHKの担当者に「印刷しては別人に見え、アナウンサーが発音すると本名のように聞こえるという名を考えてください」と頼んだところ勝手に命名されたものである。戦後『婦人朝日』『アサヒグラフ』編集長を務める。1954年退社。
文学座のために書いた『北京の幽霊』で長編戯曲デビュー。1943年「再会」でNHKラジオ賞、1944年「鳥獣合戦」を初演、1954年、文学座初演の「二号」で第一回岸田演劇賞、『ヘンゼルとグレーテル』でサンケイ児童出版文化賞、1957年NHK放送文化賞、1968年『五人のモヨノ』で読売文学賞、1969年「みんなのカーリ」で斎田喬戯曲賞、1970年「もう一人のヒト」で小野宮吉戯曲平和賞、1973年紀伊国屋演劇賞受賞、1979年「夜の笑い」の脚本・演出で毎日芸術賞、1983年日本芸術院会員。
『飯沢匡喜劇全集』全6巻がある。政治風刺劇のほか、NHKの子供番組の脚本で知られた。
いわさきちひろ絵本美術館（現・ちひろ美術館・東京）初代館長でもある。黒柳徹子とは「ヤン坊ニン坊トン坊」以来師弟関係にあり、ラジオ・テレビ・舞台と多くの作品で共演し、極めて親密な関係であった。飯沢が亡くなって久しい今でも、黒柳は飯沢の事を話す際は常に敬語で思慕の念を込めて話している。

## 親族
- 母方の祖父の色川三郎兵衛は衆院議員[8]。母方の祖母（三郎兵衛の妻）の両親が色川三中の夫婦養子[5]。三中の弟の色川御蔭の曾孫に色川武大がいる。
- 父方の伯父の伊沢修二は文部官僚で吃音矯正教育に貢献した[9]。
- 湯本武比古は義理の伯父（母の姉の夫）にあたる[10]。

## 作品
舞台
- 藤原閣下の燕尾服（初演テアトル・コメディ、1934年）
- 北京の幽霊（初演文学座、1943年）
- 鳥獣合戦（初演文学座、1944年）
- 崑崙山の人々（初演文学座、1951年）
- 濯ぎ川（初演文学座、1952年、その後狂言の演目に移植される。フランス小咄の「ル・キュヴィエ」を下敷きにしている）
- 二号（1954年11月20日 - 12月5日初演文学座、一橋講堂。1954年岸田演劇賞受賞）
- 五人のモヨノ（初演文学座、1967年、読売文学賞受賞）
- もう一人のヒト（初演劇団民藝、1969年）
- 沈氏の日本夫人（初演文学座、1972年、紀伊国屋演劇賞受賞）
- 多すぎた札束（初演青年劇場、1977年）
- 夜の笑い（初演青年劇場、1978年、毎日芸術賞受賞）

ほか
狂言
- 濯ぎ川
- 箒
- 伊曽保鼠
- 裸大名
- 密か鬼
- 峯入り行者

放送
- ヤン坊ニン坊トン坊（NHKラジオ）　1954年-1957年
- ブーフーウー（以下NHKテレビ、人形デザインはすべて土方重巳）　1960年-1967年
- ダットくん　1967年-1969年
- とんちんこぼうず　1969年-1971年
- とんでけブッチー　1971年-1974年
- うごけぼくのえ　1974年-1976年
- ペリカンおばさん　1976年-1977年
- おもちゃおじさん　1978年-1979年
- ミューミューニャーニャー（おもちゃおじさんとキャラクターは同じ）　1979年-1983年

ほか
小説
- 腸詰奇談(第29回直木賞候補作、オール讀物平成15年3月号再録)

翻訳
- ウォルター・デ・ラ・メアの『サル王子の冒険』(1952年岩波文庫より発行)
- 王さまのすきなピックル・パイ（原作:｛絵・ストーリーとも｝ジョリー・ロジャー・ブラッドフィールド、1971年4月、講談社刊）

その他
- サトちゃん（佐藤製薬のマスコット） - 土方重巳と共にキャラクター考案に携わった。
- ソニー坊やの歌（作詞。作曲は服部正） - 1950年代、ソニー製テープレコーダーに付属していたテープに録音されていたCMソング。

## 出版
- 『飯沢匡ラジオ・ドラマ選集』宝文館、1951年5月5日。NDLJP:1352627。
- 『二号』 新潮社 1955（一時間文庫）
- 『都会の底』宝文館〈ラジオ・ドラマ新書〉、1955年2月5日。NDLJP:1354428。
- 『花嫁はどこにいる』大蔵出版、1955年4月1日。NDLJP:1354624。
- 『日本陥没』宝文館〈ラジオ・ドラマ新書〉、1955年5月1日。NDLJP:1354527。
- 『青春手帖』河出書房〈河出新書〉、1955年11月30日。NDLJP:1354902。
- 『狂つた髭』筑摩書房、1956年3月5日。NDLJP:1355219。
- 『抵抗クラブ : 青春のカレンダー』村山書店、1956年11月25日。NDLJP:1355652。
- 『恋がたき皇太子』河出新書、1956年。
- 『近くて遠きは』毎日新聞社、1957年。
- 『帽子と鉢巻』光文社、1958年9月25日。NDLJP:1357952。
- 『シャニムニ嬢』和同出版社、1958年9月28日。NDLJP:1358163。
- 『無害な毒薬』和同出版社、1958年。
- 『むだ口・かげ口・へらず口 : サラリーマンサラリーガール読本』知性社〈知性選書〉、1959年1月31日。NDLJP:2935625。
- 『このさき危険』毎日新聞社、1959年3月10日。NDLJP:1358453。
- 『紙・石・ハサミ』角川書店〈角川小説新書〉、1960年6月10日。NDLJP:1359200。
- 『飯沢匡狂言集』未來社、1964年12月14日。NDLJP:1361327。
- 『異説「円空」論』佼成出版社、1965年12月10日。NDLJP:2508170。
- 『出来過ぎた娘』雪華社、1967年5月20日。NDLJP:1362509。
- 『わが俗舌 社会テレスコープ』秋田書店〈サンデー新書〉、1967年。
- 『遠近問答 対談集』朝日新聞社、1972年。
- 『飯沢匡刺青小説集』立風書房、1972年。
- 『反骨の絵師歌川国芳』筑摩書房、1972年。
- 『芝居 見る・作る』平凡社、1972年。
- 『どうもピンボケ』新日本出版社、1973年。
- 『世相斜断記』潮出版社、1974年。
- 『ドン・キホーテの国』平凡社〈カラー新書〉、1975年。NDLJP:12185662。
- 『二人で嘘を』新潮社〈書下ろし新潮劇場〉、1975年。
- 『脱俗の画家 横井弘三の生涯』筑摩書房、1976年。
- 『武器としての笑い』岩波書店〈岩波新書〉、1977年1月20日。NDLJP:12126297。
- 『飯沢匡のもの言いモノロオグ』講談社、1978年。
- 『現代漫画家列伝 漫画100年史』創樹社、1978年。
- 『女の女におお女よ!』文化出版局、1978年。
- 『飯沢匡の社会望遠鏡』講談社、1978年12月20日。NDLJP:12266727。
- 『かいじゅうくんこんにちわ』国土社、1979年。
- 『セルパン股蔵色暦』徳間書店、1979年。
- 『多すぎた札束 政治喜劇三部作』新日本出版社、1981年。
- 『我他彼此論』双葉社、1982年。
- 『もの好き世間話』毎日新聞社、1984年。
- 『飯沢匡新狂言集』平凡社、1984年。
- 『飯沢匡のひょっこり訪問』講談社、1984年。
- 『うぞうむぞう記』読売新聞社、1985年。
- 『コメディの復讐』青土社、1986年。
- 『権力と笑のはざ間で』青土社、1987年。
- 『異史明治天皇伝』新潮社、1988年。
- 『飯沢匡喜劇全集』未來社（全6巻、1992年-1993年）

## その他
- 写真誌『アサヒグラフ』編集長時代に、サンフランシスコ講和条約発効によるプレスコード解除を待って、同誌1952年8月6日号で「原爆被害の初公開」を特集、その惨状を広くアピールした。これは4回増刷され、70万部を発行した。
- 朝日新聞社在籍中に匿名でNHKラジオの『日曜娯楽版』の台本を書いていた（この番組で有名な三木鶏郎が死去したのは飯沢の死の2日前だった）。
- ウルトラ・シリーズの怪獣造形で有名な、高山良策は、飯沢の人形劇の人形を作っていたことがある。
- 1971年、前進座公演「天保の戯れ絵〈歌川国芳〉」のポスターを描いた山藤章二に江戸の風刺画を手ほどきし、以後山藤は「戯れ絵師」という言葉を使うようになる。

## 演じた俳優
- 大森南朋 - 『トットてれび』（2016年、NHK土曜ドラマ）
- 高橋克典 - 『トットちゃん!』（2017年、帯ドラマ劇場〈テレビ朝日系列〉）